# Anna Molin
Anna Sofia Molin, född Röding 5 maj 1894 i Gävle, död 6 juli 1995 i Härlanda församling, Göteborg, var en svensk klassisk filolog.
Anna Molin var den första kvinna som erhöll doktorsgraden i Göteborg, då hon 1927 disputerade på en avhandling i latinsk filologi.  Därefter arbetade hon som bibliotekarie. Hon promoverades till jubeldoktor 1977 och hedrades som andra kvinna med Göteborgs universitets hederstecken på sin hundraårsdag 1994.
Anna Molin var dotter till Rudolf Röding. Hon var gift med bibliotekarien och forskaren Nils Molin, och mor till handelsministern och landshövdingen Björn Molin. Makarna Molin är begravna på Östra kyrkogården i Göteborg.